# 張炳奎

張炳奎（장병규，1920年—），北韓政治家，任職最高檢察所所長、朝鮮勞動黨中央委員會中央委員以及最高人民會議代議員。

## 生平
張炳奎在1962年出任平壤市人民委員會建設總局長。3年後，晉升為當地的委員長。其後，他還任職黨組織指導部副部長。之後，韓國統一部再沒有其消息。直至2010年，他先以替補身份成為最高人民會議的代議員，其後又獲委任為最高檢察所所長。之後，還被任命為最高人民會議的法制委員會委員，又入選黨中央委員會的委員名單。2011年12月，最高領導人金正日離世，張炳奎被繼任人金正恩列為治喪委員會的成員之一。翌年，獲金正日勛章。2014年3月，連任為最高人民會議代議員。

## 資料來源
1. 1 2 3 4 5  .   [2014-04-26]. （原始内容存档于2014-04-27）.
2. ↑  장병규